# 阿久津尚子
阿久津 尚子（あくつ なおこ 1984年10月10日 - ）は、フリーアナウンサー。元さくらんぼテレビジョンのアナウンサー。

## 略歴
岩手県出身。東北芸術工科大学を卒業後、2007年にさくらんぼテレビジョンに入社。2009年8月まで在籍していた。2012年春になって圭三プロダクションに所属。
趣味は料理、水泳、犬と遊ぶこと。好きなものはパンと写真であることを、かつて開設していた自身のブログで明かしていた。

## 現在の担当番組
- 競馬展望プラス・関東編（アシスタント、首都圏トライアングル）
- 7スタライブ→なないろ日和!（リポーター、テレビ東京）

## 過去の担当番組
- SAYスーパーニュース
- FNNスピーク
- SAY'S SELECTION